# Anthony Edwards
Anthony Charles Edwards, född 19 juli 1962 i Santa Barbara, Kalifornien, USA, är en amerikansk skådespelare. Han är mest känd för sin roll som läkaren Mark Greene i TV-serien Cityakuten och för rollen som Nick "Goose" Bradshaw i filmen Top Gun.

## Filmografi i urval
- 1973 – Big Zapper
- 1982 – Häftigt drag i plugget
- 1983 – Heart Like a Wheel
- 1984 – Nördarna kommer!
- 1985 – En säker tjej
- 1985 – Pang! Pang! Du är död!
- 1986 – Top Gun
- 1987 – Summer Heat
- 1987 – Revenge of the Nerds II: Nerds in Paradise
- 1988 – Mr. North
- 1988 – Hawks
- 1988 – Miracle Mile
- 1989 – How I Got Into College
- 1990 – Downtown
- 1992 – Delta Heat
- 1992 – Jordskredet
- 1992 – Jurtjyrkogården 2
- 1993 – Sexual Healing
- 1994 – Charlie's Ghost Story
- 1994 – Klienten
- 1994–2002 – Cityakuten (TV-serie)
- 1996 – Med kallt blod (TV-serie)
- 1998 – Sex lektioner i kärlek
- 1999 – Don't Go Breaking My Heart
- 2001 – Jackpot
- 2003 – Northfork
- 2004 – Thunderbirds
- 2004 – The Forgotten
- 2007 – Zodiac
- 2010 – Flipped
- 2019 – Designated Survivor (TV-serie)